# Robert Lester
Robert Lester (Foley, 30 agosto 1988) è un giocatore di football americano statunitense che gioca nel ruolo di safety per i Carolina Panthers della National Football League (NFL). Al college ha giocato a football all'Università dell'Alabama vincendo tre campionati NCAA.

## Carriera professionistica

### Carolina Panthers
Dopo non essere stato scelto nel Draft NFL 2013, Lester firmò con i Carolina Panthers. Il 17 settembre 2013 fu promosso nel roster attivo dopo l'infortunio di Charles Godfrey. Partì come strong safety titolare nella settimana 3 contro i New York Giants, terminando con 5 tackle, un passaggio deviato, un fumble recuperato e un intercetto. Nella sua prima stagione fece registrare altri due intercetti: uno nella settimana 11 contro i New England Patriots e l'altro nel turno successivo in casa dei Miami Dolphins, partite entrambe vinte dai Panthers. La sua annata terminò con 21 tackle, mentre i quarterback avversari terminarono con un passer rating di 49,6 lanciando nella direzione di Lester.

## Statistiche
| Partite totali      | 12  |
| Partite da titolare | 4   |
| Tackle              | 21  |
| Sack                | 0,0 |
| Intercetti          | 3   |

Statistiche aggiornate alla stagione 2013